# Rimet-kupa

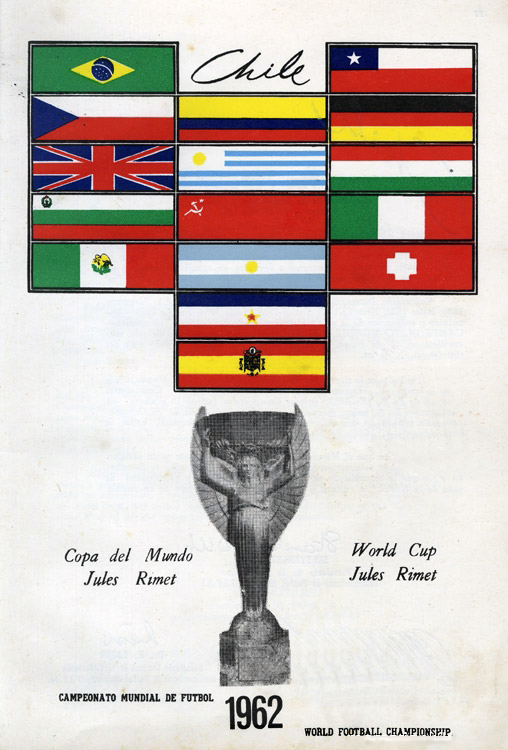
Poszter az 1962-es világbajnokságról, melyen a Jules Rimet-kupa is helyet kapott

1930 és 1970 között a labdarúgó világbajnokságokon a nemzeti válogatottak a Jules Rimet-kupáért léptek pályára. A győzelem görög istennőjét, Nikét ábrázoló alkotás a torna ötletadójáról – Jules Rimet, aki mellesleg akkoriban a FIFA elnöke volt – kapta nevét. Először Uruguay válogatottjának sikerült elnyernie 1930-ban.
A Rimet-kupa egy vándorserleg volt, melyet a győztes négy éven keresztül birtokolhatott, a brazilok azonban 1970-ben elnyert harmadik vb-címükkel örökre elhódították. Ezt követően a dél-amerikai ország labdarúgó-szövetségének székházában őrizték 1983-ig, amikor ismeretlen tettes ellopta, és azóta sem került elő.